# Ingeniører uden Grænser
Ingeniører uden Grænser er en teknisk funderet humanitær organisation, der arbejder under visionen "Et liv efter overlevelse". Organisationen har omkring 1100 medlemmer (2016) og baserer sig udelukkende på medlemmernes frivillige arbejde. 
Organisationen har et beredskab af specialister, der udsendes til katastrofeområder for at etablere eksempelvis vand og el til mennesker i nød. Endvidere gennemfører IUG en række udviklingsprojekter i ulande rundt om i verden. Udover den centrale organisation har IUG også lokal afdelinger i Aalborg, Århus og København. 
Ingeniører uden Grænser er tilknyttet EWB international, og har i 2012 formandskabet for EWB international.